# Petrus Bösch
Petrus Bösch (* in Todtnau; † 14. August 1461 in St. Blasien) war von 1460 bis 1461 Abt im Kloster St. Blasien im Südschwarzwald. 

## Wappen
Auf grünem Schild silbern aufsprießender Busch mit fünf roten Rosen.